# Piper viridibaccum
Piper viridibaccum är en pepparväxtart som beskrevs av William Trelease. Piper viridibaccum ingår i släktet Piper och familjen pepparväxter. Inga underarter finns listade i Catalogue of Life.